# Chrysometa flavicans
Chrysometa flavicans là một loài nhện trong họ Tetragnathidae.
Loài này thuộc chi Chrysometa. Chrysometa flavicans được miêu tả năm 1947 bởi Caporiacco.